# Grandigallia dictyospora
Grandigallia dictyospora — вид грибів, що належить до монотипового роду Grandigallia.